# Digonogastra chontalensis
Digonogastra chontalensis är en stekelart som först beskrevs av Cameron 1887.  Digonogastra chontalensis ingår i släktet Digonogastra och familjen bracksteklar. Inga underarter finns listade i Catalogue of Life.